# 高桥名人
高桥名人（1959年5月23日—），本名高桥利幸，日本北海道札幌市人。1982年8月加入Hudson Soft，曾就职于營業部和宣传部，在1980年代中红白机全盛时期，以1秒按手柄按钮16次而知名。红白机游戏《高桥名人之冒险岛》即以他的形象为原型推出。1986年日本漫畫家河合一慶繪製了以他為主角的漫畫作品《高橋名人物語》。
高桥2011年从Hudson Soft辞职，2016年起担任e-Sport促进机构代表理事。